# Jouko Kuha
Jouko Santeri Kuha, född 30 september 1939 i Ranua, var en finländsk hinder-, långdistans- och terränglöpare.
Jouko Kuha löpte i Stockholm den 17 juli 1968 nytt världsrekord på 3000 m hinder med tiden 8.24,2 representerande klubben Kaipolan Vire.